# Базилика Святого Серватия
Базилика святого Серватия (нидерл. Sint-Servaasbasiliek, лимб. Sintervaoskèrk) — базилика в Маастрихте, старейшая церковь Нидерландов.
Первая деревянная церковь над могилой святого Серватия была построена вскоре после его смерти. В 550 году она была заменена каменной постройкой и получила название Magnum Templum. В 752 году она была перестроена, инициатором работ выступил Карл Мартелл, одержавший в 732 году в день памяти святого Серватия победу над арабами у Нарбонны. В 881 году церковь была разрушена викингами во время захвата теми города.
Строительство современного здания церкви в романском стиле было начато около 1000 года. В 1039 году базилика была освящена. По XIII век базилика подвергалась дополнениям: хоры (XI век), готический портал на южном фасаде (XIII век, первая готическая постройка в Нидерландах). Самыми поздними дополнениями являются готические капеллы, построенные в XIV—XV веках в южном трансепте. В 1981—1993 годах была проведена полная реставрация церкви. 14 мая 1985 года её посетил папа Иоанн Павел II, который присвоил церкви статус папской базилики.
В церкви находится богатое собрание драгоценной церковной утвари, среди которой выделяется золотой реликварий для мощей святого Серватия, созданный в XII веке ювелирами Маастрихта. На колокольне базилики находится самый большой колокол Нидерландов.